# スペインの警察
本項目では、スペインの警察・法執行機関について述べる。
治安機関組織法（Ley Orgánica 2/1986, de 13 de marzo, de Fuerzas y Cuerpos de Seguridad）は、憲法第104条の規定を実現した形で、治安機関の職務・行動指針・法規等を規定している。同組織法では、治安機関を、国家政府に従属する国家治安機関、自治州行政団体に従属する自治州警察機関、地方自治体に従属する警察機関（市警察等）に分類規定している。

## 国家治安機関
国内全域において職務遂行に当たる国家治安機関としては、下記の2つの総局がある。内務大臣の直下に国家安全庁長官がおり、同長官に両総局が直接従属している。同庁長官および両総局長官はいずれも政治家が就任している。
- 国家警察総局（スペイン語版）（El Cuerpo de la Nacional de Policia） - 内務省に従属する文民警察組織である[1]。
- 治安警備総局（El Cuerpo de la Guardia Civil） - 武装軍警察であり、治安機関組織法が規定する職務遂行については内務省、国防省ないし政府が指定する軍事的任務の遂行に関しては国防省に従属する[1]。

## 地方自治に基づく治安機関
かつてスペインでは県が1級行政単位だったが、1978年憲法でかなりの地方自治が認められ、17の自治州が設けられている。これらの自治州には自治警察権が認められており、下記のように独自警察権を認められて自治体警察を有する州もある。このほか、警察組織運営上の観点から、国家警察総局の警察官を自治州警察官に任命している例もあり、この場合の自治州警察は実務上自治州の管轄下に置かれ、組織上内務大臣に従属する形態となる。
- カタルーニャ州（Mozos de Escuadra）
- ナバラ州（Foruzaingoa）
- バスク州（Ertzaintza）
- カナリア諸島（Cuerpo General de la Policía Canaria）

また自治州以外の地方公共団体でも、自治体警察を設置している場合がある。
- マドリード（BESCAM）
- バルセロナ（GUB）
- アラバ県（Miñoiak）